# Guevaxe
Guevaxe (em turco: Gevaş), Vostã (em armênio: Ոստան; romaniz.: Vostan) ou Vestã (em curdo: Westan) é um município e distrito da área metropolitana e província de Vã, na Turquia. O distrito tem 1 544 km² de área e em dezembro de 2021 tinha 27 442 habitantes (densidade: 17,8 hab./km²), dos quais 27 442 na capital de Guevaxe. Historicamente foi um grande centro regional dos armênios, que na Idade Média tornar-se-ia capital do Reino de Vaspuracânia. Com os massacres e deportações aos quais os armênios estiveram sujeitos no Império Otomano, os armênios abandonaram a região, que hoje é povoado por curdos.

## História
O nome armeno-curdo do assentamento significa "propriedade real", "residência" ou "capital". Ao longo da história, foi variadamente referida pelas fontes como fortaleza, vila e cidade. Originalmente, estava mais próximo da costa sul do lago de Vã, a um quilômetro da margem, em frente à ilha de Altamar, no sopé do monte Artos. As ruínas do assentamento original são localmente referidas como Herixata (em armênio: Հերիշատ; romaniz.: Herišat). Na Antiguidade, era capital do distrito (gavar) de Restúnia da província da Vaspuracânia do Reino da Armênia. Mais adiante, da segunda metade do século X ao início do XI, tornar-se-ia, ao lado de Altamar, a capital do Reino de Vaspuracânia. Sabe-se que o rei Cacício I (r. 908–940) a revitalizou. O historiador Tomás Arzerúnio testemunhou a construções de canais e o plantio de árvores frutíferas e jardins que davam um cheiro doce. Nesse período, prosperou através da pesca, artesanato e comércio, dada sua posição estratégica próximo às regiões costeiras do Vã e por sua conexão com rotas terrestres. Essas atividades continuaram a ser as principais na economia de Vostã até a modernidade. Entre os séculos XI e XIII, vivenciou seu período mais próspero e estima-se que abrigasse 15 mil habitantes.
No período medieval, Vostã também se notabilizou como um dos famosos centros de escrita armênia. Sabe-se que foram copiados ali manuscritos dos evangelhos, tesouros, sermões, livros de horas e lecionários. Entre os escritores famosos estão o padre Serum, que escreveu um sermão em 1401, o padre Tuma, que escreveu um evangelho em 1414, João Karapet e outros. O período mais prolífico da escola de escrita foi o século XV, embora também haja referências à cópia de vários manuscritos nos séculos XII e XIV. De acordo com as fontes, na primeira metade do século XV, um martirológio, cinco evangelhos, um lecionário, dois tesouros e um livro de horas foram escritos, e nas décadas de 50 a 80 do mesmo século, três evangelhos, um lecionário e um tesouro foram escritos.
Entre os séculos XIV e XV, era centro de um pequeno emirado curdo, e no final do século XIX, foi um dos cazas (distritos) do sanjaco de Vã do vilaiete de Vã do Império Otomano. No início do século XIX, Vostã era muito menor do que no período medieval e contava com 600 casas com mais de três mil moradores, e no início do século XX, o número total de casas não excedia 305. Essa redução é parcialmente explicada pelos eventos relacionados aos massacres hamidianos (1894–1896), quando sua população foi atacada pelas autoridades otomanas. Em 1909, sua população de origem armênia reduziu consideravelmente. Apesar disso, até a Primeira Guerra Mundial (1914–1918), o caza de Vostã era habitado sobretudo por armênios, com 35 aldeias registradas, cujos moradores envolveram-se na Resistência de Vã (1915–1916) e na resistência armada armênia de 1916. Desde 1915, dado o genocídio armênio, os armênios deixaram de viver em Vostã.

## Pontos turísticos
De modo geral, os monumentos construídos na Idade Média que sobreviveram estão arruinados. No reinado de Cacício I, sob supervisão de Manuel, Vostã foi fortificada e vários edifícios monumentais foram construídos. Desse período, há as ruínas de uma igreja armênia em Ili, provavelmente construída depois de 941, e uma igreja/mosteiro armênio na ilha de Cuxe, a oeste de Altamar. Perto da cidade, no lado nordeste, fica o famoso Mosteiro de São Nexã (Surb Nšan), onde, segundo a tradição, o historiador Eliseu, o Armênio (século V) está enterrado. Nos séculos XIV e XV, foram erigidas sua fortaleza e vários edifícios escultóricos, cuja existência é atestada por cronistas e manuscritos. A fortaleza fica nos limites da cidade, numa montanha. Dela sobreviveram seus muros semidestruídos, torres e os restos de outras estruturas (igrejas, cemitérios e habitações). Além dela, sobreviveram o monumental túmulo de Calime Catum, de 1358; o túmulo do xeque Ibraim, pai de Calime Catum; e uma mesquita construída antes de 1446 (restauração naquele ano). 

## Composição
O distrito de Guevaxe é formado por 42 bairros (almofalas; mahalle):
- Abale (Abalı)
- Aquedamar (Akdamar)
- Aladuz (Aladüz)
- Altensache (Altınsaç)
- Anacoi (Anaköy)
- Atalane (Atalan)
- Aidenojaque (Aydınocak)
- Balama (Bağlama)
- Baquechelieveler (Bahçelievler)
- Barexeque (Barışık)
- Caialar (Kayalar)
- Carxeiaca (Karşıyaka)
- Casbei (Hasbey)
- Cazanche (Kazanç)
- Cochaque (Koçak)
- Curultu (Kurultu)
- Cusluque (Kuşluk)
- Daiore (Dağyöre)
- Daldere
- Deirmitaxe (Değirmitaş)
- Dereaze (Dereağzı)
- Dilmetaxe (Dilmetaş)
- Docuzaache (Dokuzağaç)
- Elmale (Elmalı)
- Gorundu (Göründü)
- Gundoane (Gündoğan)
- Guzelconaque (Güzelkonak)
- Iquizler (İkizler)
- Ianequechai (Yanıkçay)
- Iemislique (Yemişlik)
- Incoi (İnköy)
- Ioldondu (Yoldöndü)
- Iuva (Yuva)
- Orta
- Penarbaxe (Pınarbaşı)
- Quixete (Hişet)
- Quizeltaxe (Kızıltaş)
- Selimie (Selimiye)
- Timar
- Toreli (Töreli)
- Ugurverene (Uğurveren)
- Uissal (Uysal)